# Копанівська сільська рада
| Копанівська сільська рада — колишній орган місцевого самоврядування у Оріхівському районі Запорізької області з адміністративним центром у с. Копані. Історична дата утворення: в 1921 році. Сільській раді були підпорядковані населені пункти: - с. Копані |

## Склад ради
Рада складалася з 12 депутатів та голови.

### Керівний склад ради
| ПІБ                        | Основні відомості                                                         | Дата обрання | Дата звільнення |
| -------------------------- | ------------------------------------------------------------------------- | ------------ | --------------- |
| Тесленко Анатолій Петрович | Сільський голова, 1944 року народження, освіта, безпартійний              | 26.03.2006   | 31.10.2010      |
| Жильцов Віктор Іванович    | Сільський голова, 1964 року народження, освіта вища, член Партії регіонів | 31.10.2010   |                 |

Примітка: таблиця складена за даними джерела